# ライデン
ライデン（オランダ語: Leiden [ˈlɛi̯də(n)] ( 音声ファイル)、レイデンとも表記する）は、オランダ南ホラント州の基礎自治体（ヘメーンテ）。アムステルダムの南西36kmに位置する。オランダ最古の大学都市であり、画家レンブラントの生地である。日本ではシーボルトコレクションを所蔵する日本博物館シーボルトハウスや国立民族学博物館があることでも有名である。

## 歴史
現在のライデン近郊にある、ローマ時代の定住地の名はマティロ (Matilo) といった。しかし、ライデンにあるローマ時代の要塞は4世紀からのものである。
新旧のライン川の合流地点にあたる地に人工的な丘がつくられ、そこにライデンができた。この場所についての記載は860年頃からで、定住地の名はレイトン (Leithon) といった。丘の上を本拠地にするライデンの領主は、最初はユトレヒト司教に従属したが、1100年頃に世襲城主がホラント伯領へ従属するようになった。この伯領は近くの要塞ホルトラント (Holtland) またはホラント (Holland) 領から1101年に名付けられたものである。
ライデンは、1047年に神聖ローマ皇帝ハインリヒ3世によって略奪にあった。13世紀初頭、ホラント女伯アダが叔父ウィレム1世との内戦を戦い、ライデンへ逃げ込んできた。ウィレムは要塞を包囲し、アダを捕らえた。
ライデンは、1266年に市の特権を授けられた。1389年の人口は4000人程度に増えていた。

### 1420年の包囲戦
釣り針とタラの戦争 (Hoekse en Kabeljauwse twisten) の最中の1420年、バイエルン＝シュトラウビンク公ヨーハン3世は、ライデンを征服するために自身の軍とともにゴーダからライデン方面へ進軍した。ライデンは新しいホラント女伯でかつエノー女伯・ゼーラント女伯であるヤコバ・ファン・ベイエレン（ヨーハン3世の姪で、ホラント伯ウィレム4世の一人娘）に、彼女が伯位を相続して以来、税を払わなかった。ヨーハンの軍は万全の装備をし、数丁の銃を持っていた。ライデン城主フィリップス・ファン・ヴァッセナールとその他の地元貴族は、ヨーハン3世は最初にライデンを包囲し、市を囲む砦を制圧するため小さな部隊を送り込んでくるだろうと推測した。ヨーハン3世は大砲を自軍で運搬したが、一つは重すぎて船で運んだ。城壁で大砲が炸裂し、鉄の玉で城門が壊され、砦が一つずつ敵の手に落ちていった。1週間のうちにヨーハン3世はポールヘースト、テル・ドース、ホイクマデ、デ・ジール、テル・ワールト、ヴァルモント、デ・パッデンポールの各城を征服した。
6月24日、ライデンの城壁前にヨーハン3世軍が姿を現した。2ヶ月間の包囲戦後、1420年8月17日、市はヨーハン3世軍に降伏した。フィリップス・ファン・ヴァッセナールは伯位と財産を剥奪・没収され、晩年を囚われの身となって過ごすことになった。

### 16世紀と17世紀

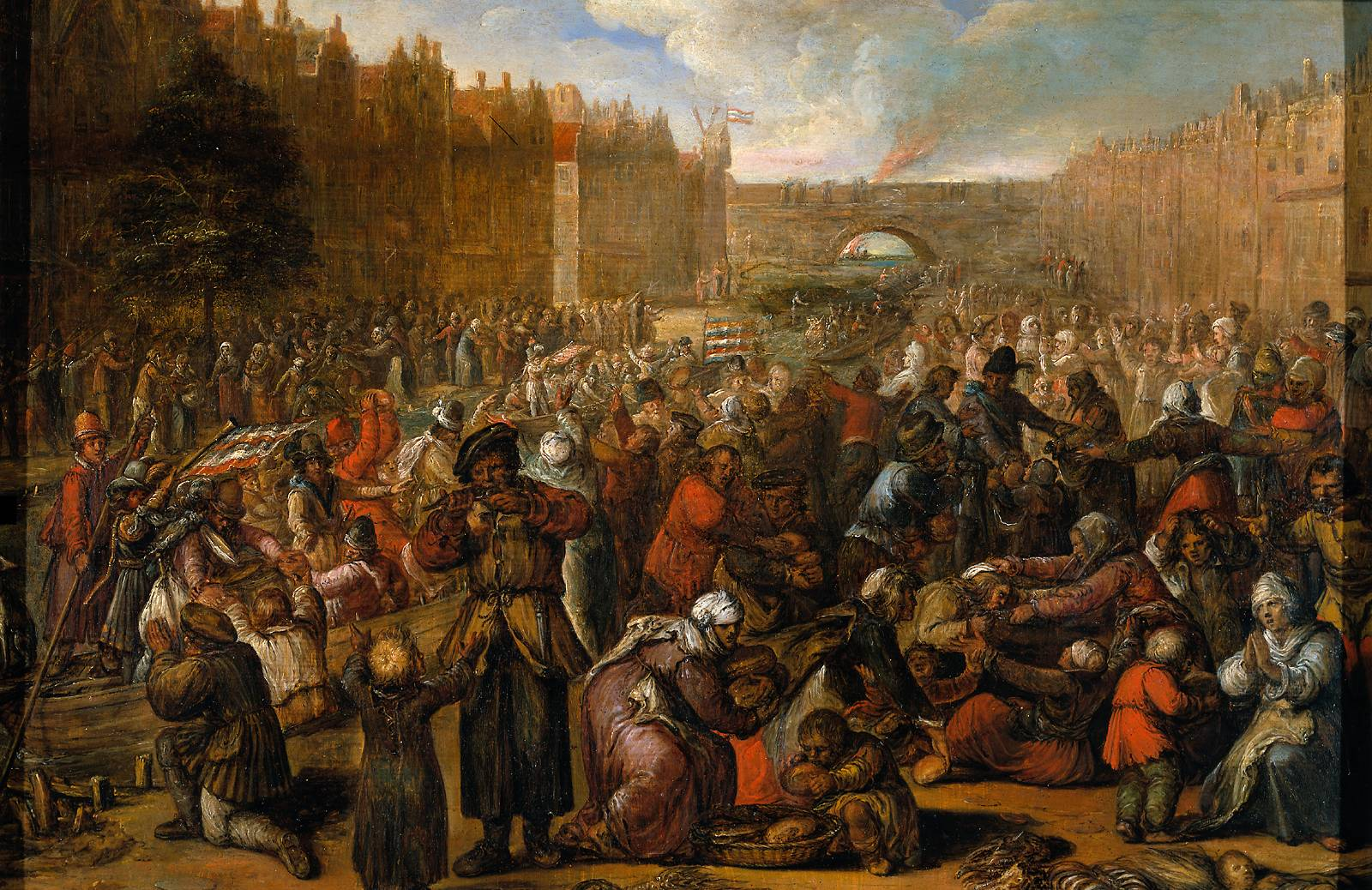
オットー・ファン・フェーン: ライデンの救援 (1574年)、水浸しになった草原のおかげで、オランダ艦隊がスペイン軍歩兵隊の場所へ接近できた

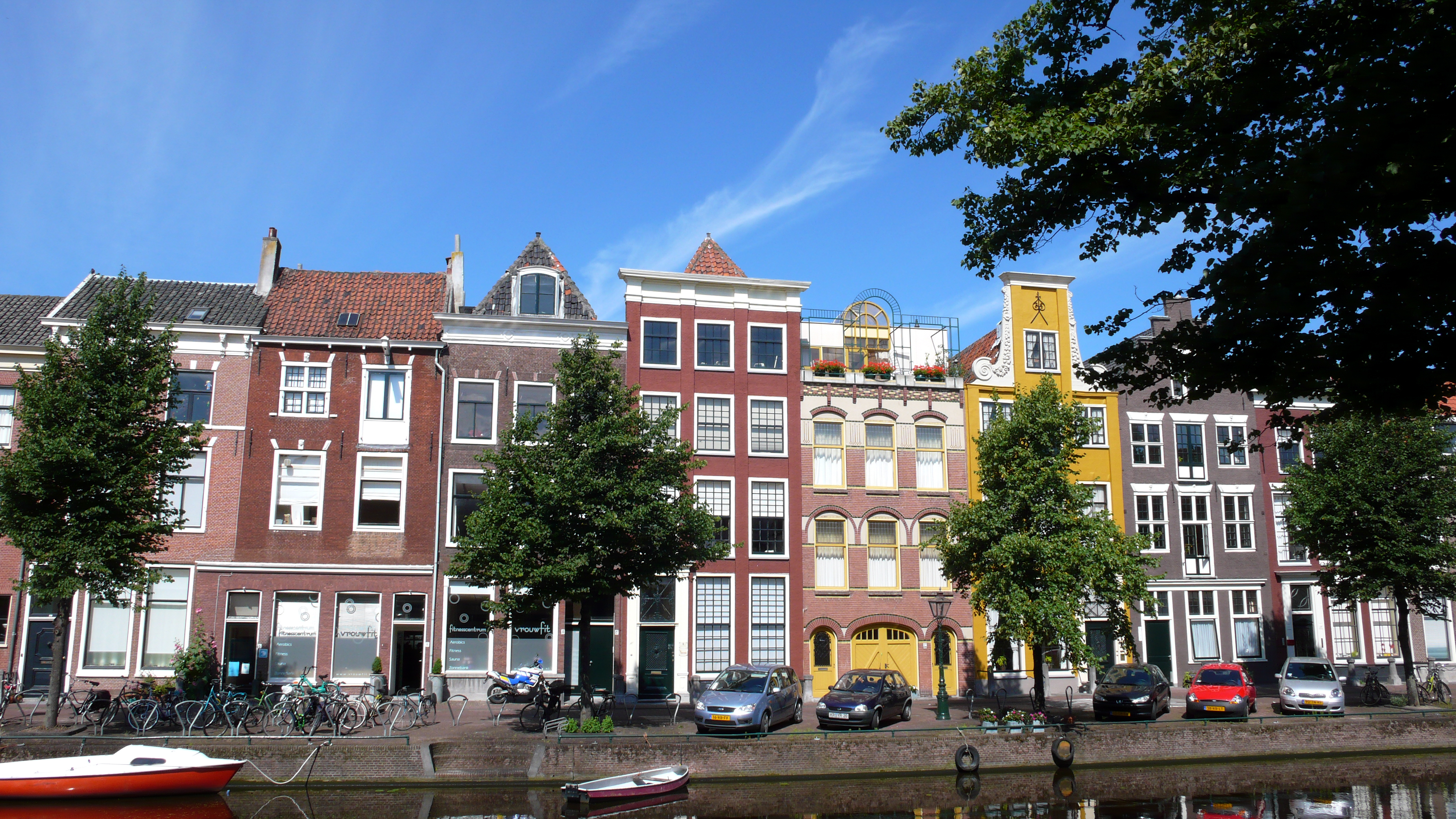
へーレン運河沿いの17世紀の町並み

ライデンは、16世紀から17世紀にかけて繁栄を極めた。15世紀終わりにライデンの繊維業（主に服地）確立が非常に重要だった。スペイン軍の追放後、ライデンの織物、ライデンの毛氈、ライデンのらくだ織りはよく知られた言葉だった。同じ時代、ライデンは重要な印刷・出版業の地として発展した。影響力のある画家クリストフ・プランタンは一時期ライデンに住んだ。彼の弟子の一人ローデウェイク・エルゼフィル（1547年 - 1617年）は、ライデンで最大の書店を開店し印刷業を営んだ。現在も彼の子孫が経営を続けている。
1572年、ライデンはスペイン支配に対する反乱でオランダ人反乱派につき、八十年戦争で重要な役割を担った。スペイン軍に1574年5月から10月まで包囲され、ライデンは堤防を人為的に決壊させた結果解放された。水浸しになったライデンの住民へ物資を船で運搬するのを容易にしたのである。前の年に示した英雄的な防衛行動を讃え、オラニエ公ウィレム1世は1575年にライデン大学設立を許可した。ライデン包囲戦最後の日であった10月3日は、今日も毎年ライデンで祝われている。言い伝えでは、ライデン市民が大学か、支払いを避けられない税を免除してもらうかの選択を提案したという。
ライデンはピルグリム・ファーザーズの地としても知られる（北米のニューアムステルダムへ最初に移住した人々と同様である） 。彼らは新世界のマサチューセッツとニューアムステルダムへ出発する前、17世紀初頭の一時期この地で暮らした。
17世紀、フランドルからの難民によってある程度織物産業が促進されたことから、ライデンは繁栄した。1574年の包囲戦の間に15,000人の人口の3分の1ほどが失われた。それが1622年には瞬く間に45,000人に回復し、1670年頃には70,000人に迫った。オランダ黄金時代、ライデンはアムステルダムの次にオランダで大きな都市となった。 
17世紀後半からライデンは急に衰えだした。主に織物産業衰退が原因であった。19世紀初頭、製造業がライデン経済の中心に残っていても、毛氈産業は完全に途絶えた。この衰退ぶりは、人口減少によって明らかになった。ライデンの人口は1796年から1811年の間に30,000人ほど減少し、1904年には56,044人となっていた。

### 19世紀と20世紀
1807年1月12日夕方、ライン川に停泊中のボートが横転し、積み荷である70樽合計17,400キロもの火薬が爆発した。一瞬にして吹き飛ばされた区画だけではなく、鯨油の倉庫などもあったことから大火災が発生し、151人の死者、2000人を超す負傷者、220棟の住宅が崩壊する被害が出た。フランスのナポレオン政権下にあった当時のオランダ（ホラント）王国は英国と交戦状態にあったが、英国からも多数の救援物資や義援金が到着した。また、前年に即位したばかりであり、ナポレオン政権下の傀儡オランダ国王であり皇帝ナポレオン一世の実弟にあたるローデウェイク1世（ルイ・ボナパルト）は私的にライデンを訪問し、犠牲者への援助を行った。これにより、同地市民からのルイの支持率が上がった。
1842年、ライデン＝ハールレム間の鉄道網が開通し、1年後にはデン・ハーグへの鉄道が完成した。一部の社会的・経済的状況の改善の結果である。しかし市民の人数は、1900年にまだ50,000人を上回らなかった。1896年まで、17世紀の堀を越えてライデンは市域を拡張し始めていなかったのである。1920年以降、新たな製造業、缶詰製造業や金属製造業などが市内で確立した。
第二次世界大戦の間、ライデンは連合国軍の爆撃でひどく打撃を与えられた。鉄道の駅周辺地域とマレワイク地区は、ほぼ完全に破壊された。

### 現在

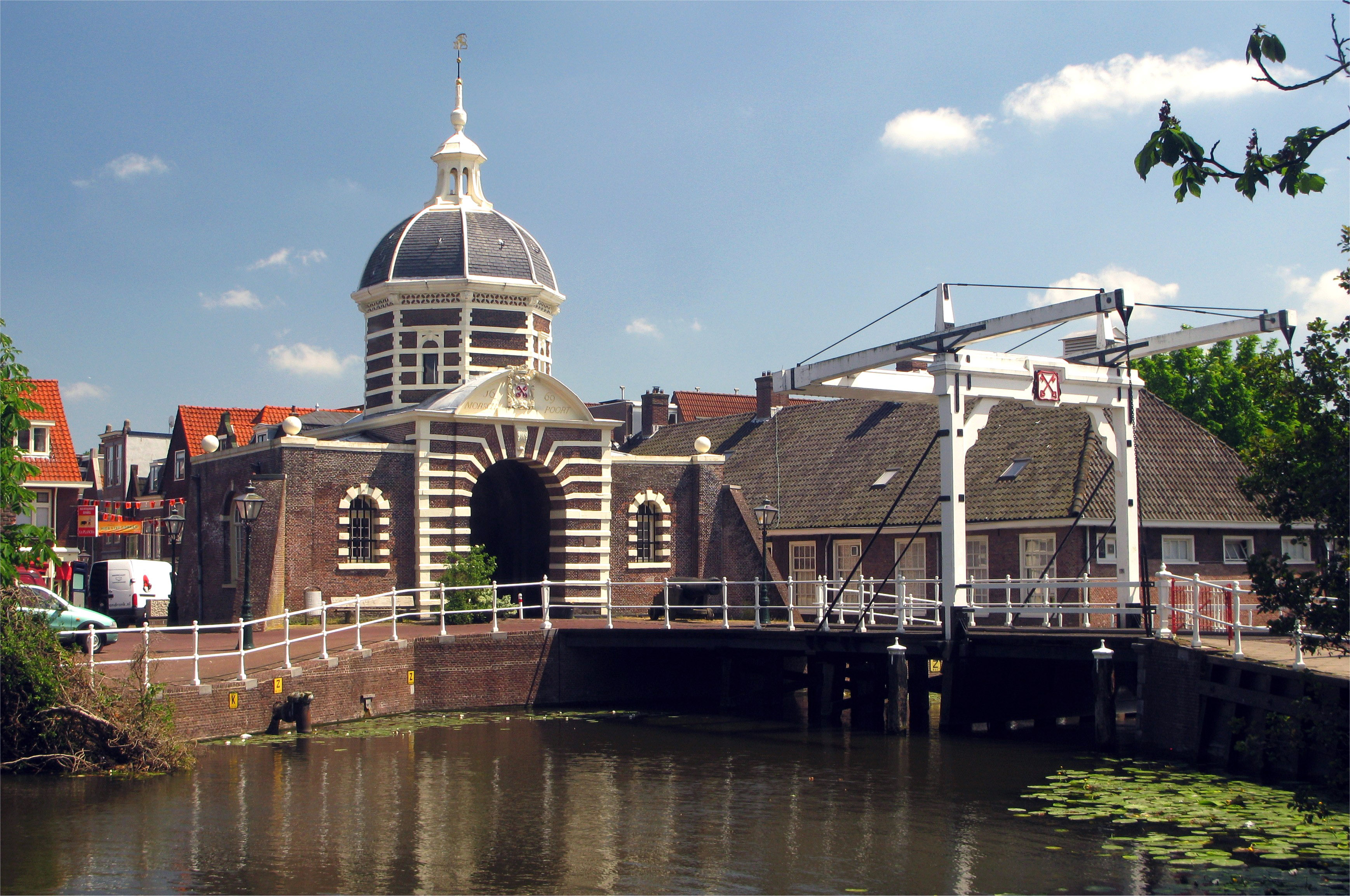
ライデンの西市門、モルスポールト

現在のライデンはオランダ史の重要な一部を担っている。1574年のスペイン軍による包囲戦最後の日である10月3日は毎年祝われ、一日中休日となりパレード、祭りがあり、ニシンの郷土料理と白パン、野菜の煮込みフッツポット (Hutspot) を食べる。しかし、オランダ史の最重要の一部はライデンが貢献したオランダ憲法である。ヨハン・ルドルフ・トルベッケ（1798年 - 1872年）は、1848年4月にライデンの自宅でオランダ憲法を執筆した。
ライデンは、市の周囲の治体のための商業と貿易センターとして重要な機能を持つ。ライデン大学は、1746年にピーテル・ファン・ミュッセンブルークにより発明された有名なライデン瓶を含む、多くの発明品のために有名である。その他にヘイケ・カメルリング・オネス（1913年ノーベル物理学賞）が1908年にヘリウムの液化を初めて行い、低温物理学の発展に貢献した。アルベルト・アインシュタインは、駆け出しの学者の頃から一時期ライデン大学に籍を置いていた。

## 教育
- ライデン大学 - オランダ最古の国立大学

## 観光
- 国立民族学博物館（Rijksmuseum Volkenkunde）[1] - 世界各地の民俗学の資料を展示しているが、日本では江戸末期の工芸品や民芸品を集めたシーボルトコレクションを所蔵していることで有名である。
- 日本博物館シーボルトハウス[2] - フィリップ・フランツ・フォン・シーボルト(1796-1866)が住んでいた家
- 市立博物館（Stedelijk Museum de Lakenhal）- かつての織物ギルドの建物で、美術品等を展示している。
- オランダ国立自然史博物館（Nationaal Natuurhistorisch Museum）
- 風車博物館（Molen de Valk）
- 聖ペトロ教会（Pieterskerk）- 1390年より180年程度掛かって建造された後期ゴシック様式の教会
- ライデン大学の国立古代博物館、植物園
- 国立ブールハーフェ科学博物館（Rijksmuseum Boerhaave）
- コルプス人体博物館（CORPUS）
- ライデン要塞（Burcht van Leiden）

## 交通
空港
アムステルダム・スキポール空港が街の北東25kmの位置にあり、ライデン中央駅より鉄道で15分（1時間に6本程度運行）。
道路
アムステルダムからロッテルダムを経由してベルギーとの国境のフラールディンゲンを結ぶ高速道路A4、A4のバイパス的要素の高速道路A44が自治体を通過している。
鉄道
ライデン中央駅はオランダ鉄道のアムステルダムとロッテルダムを結ぶ幹線上にある駅で、ロッテルダム方面へのインターシティが1時間に2本、同快速が2本、デン・ハーグまでの列車が1時間に5本、アムステルダム中央駅行きのインターシティが1時間に2本、同快速が2本、ユトレヒト中央駅行きのインターシティが1時間に2本等運行されている。アムステルダム中央駅までの所要時間は約35分である。

## ライデン出身の人物
- アーミン・ヴァン・ビューレン - DJ、トランスミュージシャン
- レンブラント・ファン・レイン - 画家
- ハブリエル・メツー - 画家
- ヤン・ファン・ホイエン - 画家
- ウィレム・ファン・デ・フェルデ (父) - 画家
- ウィレム・ファン・デ・フェルデ (子) - 画家
- ヤン・ステーン - 画家
- ヘラルト・ドウ - 画家
- テオ・ファン・ドースブルフ - 画家
- ヨハネス・ファン・デル・ワールス - 物理学者（1910年度ノーベル物理学賞受賞）
- ヘンドリック・ローレンツ - 物理学者（1902年度ノーベル物理学賞受賞）
- ヤン・コメリン - 植物学者
- ニナ・フォック - 女優
- セバスティアン・ランヘヴェルト - 自転車選手
- ハンス・モーティア - プロレスラー

## 姉妹都市
- トルン、ポーランド
- バッファローシティー、南アフリカ共和国
- フイガルパ、ニカラグア
- クレーフェルト、ドイツ
- オックスフォード、イギリス
- 長崎、日本